# Convention européenne pour la protection des animaux de compagnie
La Convention européenne pour la protection des animaux de compagnie est un traité international du Conseil de l'Europe, amenant les états signataires à améliorer la protection due aux animaux de compagnie. 
Ses principales dispositions concernent :
- la définition de la notion d'animal de compagnie ;
- les principes généraux régissant la possession, le commerce et l'utilisation des animaux de compagnie (compétitions, spectacles...) ;
- l'interdiction des opérations chirurgicales de convenance ;
- les conditions à respecter pour le « sacrifice » de ces animaux ;
- les mesures destinées à réduire le nombre d'animaux errants (identification permanente...).

Elle prévoit un âge minimum de 16 ans pour pouvoir acquérir un animal de compagnie.
Cette convention, qui s'inscrit dans un mouvement général en faveur de la protection des animaux, a été établie en deux versions, anglais et français, faisant également foi. Elle est entrée en vigueur le 1er mai 1992 après au moins quatre ratifications (Allemagne, Belgique, Grèce, Luxembourg, Norvège, Suède).
À ce jour 27 États l'ont ratifiée, dont la Belgique le 20 décembre 1991, la Suisse, le 3 novembre 1993 et la France le 3 octobre 2003. Le dernier État à l'avoir ratifié est la Moldavie le 26 février 2025.